# Lloyd Chéry
Lloyd Chéry est un journaliste de pop culture pour le magazine Le Point depuis 2016. Il réalise également des podcasts sur les thèmes de la science-fiction et de la fantasy. Depuis mai 2023, il est rédacteur en chef adjoint du magazine Métal hurlant. Il intervient régulièrement en France dans différents salons, festivals et conventions de science-fiction, notamment les Imaginales à Épinal.

## Biographie

### Plongée dans l'imaginaire à l'adolescence
À 14 ans, Lloyd Chéry découvre les littératures de l'Imaginaire avec Légende de David Gemmell et Les Guerriers du silence de Pierre Bordage,.

### Formation dans le cinéma et la radio
Lloyd Chéry a obtenu une Licence et un Master en cinéma à l'université Paris III puis effectue un master de journalisme à Cergy-Pontoise avec un stage en alternance chez Radio France.

### Journaliste
Lloyd Chéry écrit chez Le Point des hors-série et des séries d'articles notamment sur Harry Potter, Game of Thrones et sur la science-fiction et la fantasy en général. Cette activité lui permet d'analyser des sujets en lien avec la science-fiction. En 2023, il devient rédacteur en chef adjoint du magazine français de bande dessinée de science-fiction Métal hurlant.

### Festivals et salons de science-fiction
Après avoir été invité à être président du jury du festival les Utopiales en 2017, Lloyd Chéry est intervenu régulièrement dans des festivals et salons de l'imaginaire  comme les Imaginales, les Aventuriales et Hypermondes.

## Ouvrages

### Contributions dans l'univers Dune de Franck Herbert
Lloyd Chéry s'exprime dans les médias à la fois à l'occasion de la sortie en automne 2021 de l'adaptation cinématographique de Dune par Denis Villeneuve, et concernant le livre Dune, le Mook, dont il est directeur d'ouvrage,. Ce livre qui utilise une reliure suisse permettant une ouverture à plat, a été salué par la communauté de fans de la saga. Une deuxième édition augmentée (mais cette fois-ci avec une reliure classique) paraît sous le titre Tout sur Dune.

### Scénarisation de bande dessinée
En 2024, Lloyd Chéry réalise l'adaptation en roman graphique d'une nouvelle d'Emmanuel Delporte intitulée Vertigéo, avec Amaury Bundgen au dessin.

## Podcasts
Lloyd Chéry vit de ses podcasts depuis 2020, avec notamment C'est plus que de la SF, initialement produit par ActuSF, qui s'articule autour d'interviews d'auteurs, universitaires, ou autres acteurs du genre, parmi lesquels Pierre Bordage, Alain Damasio, Zep, Laurent Gaudé ou Liu Cixin.
En 2022, C'est plus que de la SF fait partie des cinq podcasts recommandés par CNews. La même année démarre le podcast C'est plus que de la Fantasy .

## Prix de la BD de science-fiction
En 2022, un Prix de la BD de science-fiction est créé par Lloyd Chéry en association avec Numerama. Le jury est notamment composé d'auditeurs du podcast C'est plus que de la SF.
Le Lauréat de la première édition est Yoann Kavege avec le titre Moon Deer,.

### Articles
1. ↑  Vincent Jule, « « Dune » : Le film ne sort pas cette année, mais les livres sont bien là », sur www.20minutes.fr, 2020 (consulté le 20 octobre 2022)
2. ↑  Benjamin Roure, « Podcast : la science-fiction a toujours de l’avenir », sur www.telerama.fr, 2020 (consulté le 26 octobre 2022)
3. ↑  Thomas Liard, « Été 2022 : ces 5 podcasts Pop Culture à écouter », sur www.cnews.fr, 2022 (consulté le 20 octobre 2022)

### Portraits
1. ↑  « Lloyd Chéry », sur www.babelio.com (consulté le 26 octobre 2022)
2. ↑  Lloyd Chéry, « Portrait de Lloyd Chéry », sur www.cestplusquedelasf.com, 2022 (consulté le 18 octobre 2022)
3. ↑  « Lloyd Chéry - Présentation », sur www.imaginales.fr (consulté le 26 octobre 2022)
4. ↑  « Lloyd Chéry », sur www.aventuriales.fr, 2021 (consulté le 26 octobre 2022)
5. ↑  « Lloyd Chéry - Journaliste », sur hypermondes.fr (consulté le 26 octobre 2022)

### Interviews
1. 1 2 3  Gromovar, « L'intervieweur interviewé - Lloyd Chéry nous ouvre sa culture », sur www.quoideneufsurmapile.com, 2019 (consulté le 18 octobre 2022)
2. 1 2  Nicolas Gary, « Lloyd Chéry rejoint Métal Hurlant : “J'entre dans la machine à rêver” », sur actualitte.com, 2023 (consulté le 30 mai 2023)
3. 1 2 3  La Garde de Nuit, « Entretien avec… Lloyd Chéry », sur www.lagardedenuit.com, 2022 (consulté le 19 octobre 2022)
4. 1 2  Nicolas Gary, « “Le renouvellement des générations joue en faveur de l'Imaginaire”, Lloyd Chéry », sur actualitte.com, 2022 (consulté le 19 octobre 2022)
5. 1 2  Allan, « Lloyd Chéry : l'arpenteur de l'imaginaire », sur www.fantastinet.com, 2021 (consulté le 19 octobre 2022)

### Autres références
1. ↑  7 jours sur la planète, de TV 5 Monde, 05 novembre 2018 [présentation en ligne], "Quand la science-fiction devient réalité, avec Lloyd Chéry" : Extrait direct du passage avec Lloyd Chéry : https://www.youtube.com/watch?v=KdTyQptuRVE
2. ↑  Journal de 13h, de France 2, 12 septembre 2021 [présentation en ligne], "Cinéma : Dune, le retour d'une saga épique" : Extrait direct du passage : https://www.youtube.com/watch?v=jfPFR7ON3PY
3. ↑  Jérôme Lachasse, « Pourquoi "Dune" continue de fasciner, plus d'un demi-siècle après sa création », sur www.bfmtv.com, 2020 (consulté le 26 octobre 2022)
4. ↑  Arthur Bayon, « Pourquoi Dune de Frank Herbert continue de fasciner un demi-siècle après sa publication », sur www.lefigaro.fr, 2021 (consulté le 26 octobre 2022)
5. ↑  Lloyd Chéry (dir.), Dune : Le mook, L'Atalante & Leha, coll. « S f et fantastique », 2020, 256 p. (ISBN 979-1036000591)
6. ↑  Rodolphe Casso, « Vertigéo  », sur www.urbanisme.fr, 2024 (consulté le 2 juillet 2024)
7. ↑  « Plus que de la SF », sur www.actusf.com (consulté le 26 octobre 2022)
8. ↑  « Un podcast sur la fantasy pour les présenter tous  », sur www.bla-bla-blog.com, 2022 (consulté le 21 janvier 2023)
9. ↑  « Le nouveau prix de la BD de science-fiction dévoile sa sélection 2022. », sur www.numerama.com, 2022 (consulté le 18 janvier 2023)
10. ↑  « L’excellent Moon Deer de Yoann Kavege est lauréat du Prix de la BD de science-fiction  », sur www.numerama.com, 2023 (consulté le 8 février 2023)
11. ↑  « Remise du premier Prix BD de SF  », sur www.actuabd.com, 2023 (consulté le 8 février 2023)